# Gimnazjum Państwowe im. Marii Rodziewiczówny w Kobryniu

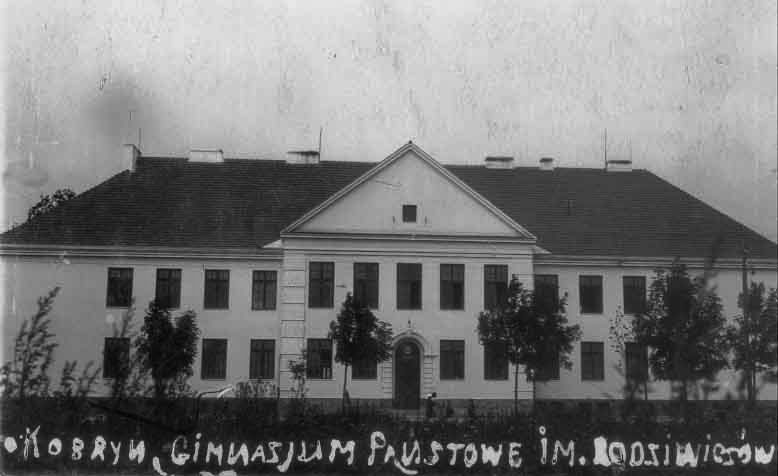
Gimnazjum Państwowe im. Marii Rodziewiczówny

Gimnazjum Państwowe im. Marii Rodziewiczówny w Kobryniu – polska szkoła średnia istniejąca w mieście do 1939, jedna z kilku szkół średnich na terenie ówczesnego województwa poleskiego. 

## Historia
Korzenie placówki sięgają początków okupacji niemieckiej w 1915, gdy administracja niemiecka zgodziła się na powstanie szkoły średniej w Kobryniu, pod warunkiem, że jej wykładowym językiem nie będzie rosyjski. W 1915 przez krótki okres działała polska szkoła przy plebanii katolickiej w Kobryniu, a w ostatnim roku wojny powstało polskie Gimnazjum Społeczne, które było otwarte dla uczniów innego wyznania i narodowości. Podczas krótkich rządów ukraińskich na Polesiu (1918–1919) Ukraińcy wprowadzili swój język ojczysty jako obowiązujący w szkole. 
Po wyzwoleniu Kobrynia w 1919 przez Wojsko Polskie powstała Polska Szkoła Średnia w Kobryniu. Na jej czele jako dyrektor stał Józef Ginter, późniejszy krajoznawca związany z Pomorzem Zachodnim. W 1923 szkołę upaństwowiono i przekształcono w Gimnazjum Państwowe w Kobryniu. W 1924 zbudowano nowy gmach, a trzy lata później szkole uroczyście nadano imię Marii Rodziewiczówny. Patronka ufundowała m.in. drugie piętro budynku szkoły. 
W 1926 w szkole odbyły się pierwsze egzaminy maturalne. W latach 30. placówka przeprowadzała zarówno małą, jak i dużą maturę. Uczęszczało wówczas do niej ok. 250-300 uczniów, w zdecydowanej większości polskiego pochodzenia. Nauczycielką plastyki była Balbina Świtycz-Widacka. Przy szkole funkcjonowały dwie drużyny harcerskie: męska i kobieca. 
Podczas wojny obronnej Polski niektórzy uczniowie gimnazjum znaleźli się wśród obrońców miasta, m.in. późniejszy dziennikarz Zbigniew Daniłowicz. 
Po włączeniu Polesia w skład BSRR w jesieni 1939 szkołę przekształcono w sowiecką "dziesięciolatkę". Do początków 1940 językiem wykładowym pozostawał polski, później był nim rosyjski i białoruski. Część kadry natychmiast zwolniono, niektórzy nauczyciele pracowali w szkole do 1941, m.in. biolog Kazimierz Miedziński, który uczył w Gimnazjum kobryńskim od 1930.